# Cyprideis yehi
Cyprideis yehi is een mosselkreeftjessoort uit de familie van de Cytherideidae. De wetenschappelijke naam van de soort is voor het eerst geldig gepubliceerd in 1978 door Hu & Yeh.